# Henriette Ernestine Christiane vom Hagen
Henriette Ernestine Christiane vom Hagen (teilweise von Hagen, verh. von Gilten)  (* 19. August 1760 in Stöckey; † 10. März 1794 in Arolsen) war eine deutsche Dichterin.

## Leben
Henriette Ernestine Christiane vom Hagen entstammte dem thüringischen Adelsgeschlecht vom Hagen. Die Tochter des Gutsbesitzers Wilhelm Adolph vom Hagen zu Stöckey und seiner Frau Sophia Christine Juliane, geb. von Wintzingerode aus dem Hause Ohmfeld, wuchs in einem gebildeten Elternhaus auf und begann mit neun Jahren bereits Gedichte zu schreiben. Außerdem malte sie gerne und spielte Klavier. Sie stand im Austausch mit zahlreichen Zeitgenossen, darunter Christoph August Tiedge, Johann Wilhelm Ludwig Gleim und Leopold Friedrich Günther von Goeckingk. Dieser prägte und ermunterte sie, ihre Gedichte zu veröffentlichen, was sie erstmals mit 16 Jahren tat. Goecking fungierte als ihr Lehrmeister und Vertrauter, zudem sah er Henriette als seine Muse an. Förderung erfuhr sie auch von ihren Großeltern Friedrich Philipp und Gertraudis, geb. von Münchhausen aus Leitzkau, vom Hagen sowie von ihrem Onkel, dem preußischen Staatsminister unter Friedrich dem Großen Ludwig Philipp vom Hagen. Zeit ihres Lebens pflegte sie engen Kontakt zu ihren Schwestern Wilhelmine, Antonette und Friederice mit denen sie von Anfang an zusammen erzogen wurde und welche sie sich auch gegenseitig besuchten. Auch zu ihren Brüdern Christoph Friedrich Wilhelm, Ludwig Philipp Adolph, Christoph Philipp Heinrich und Ludwig Philipp Wilhelm hielt sie bis zu ihrem frühen Tode einen ehrwürdigen Kontakt, der aber nie eng war wie jener zu ihren Schwestern.
Ihr literarisches Wirken ist in den frühen Schaffensjahren mit dem Namen Henriette verbunden. Erst als sie sich einen Ruf erarbeitet hatte, verwandte die Freiin ihren alltäglichen Rufnamen Christiane in jener Verbindung ihres Schaffen. Im eher seltenen diplomatischen Dienst wurde von ihr die Anrede Frau bzw. Fräulein Ernestine etabliert neben dem jeweils gegenwärtigen Adelstitel.
Zwischen 1778 und 1789 veröffentlichte sie zunächst als „Henriette“ oder „Fräulein v. H.“ in verschiedenen Musenalmanachen, so im Deutschen Museum oder im Vossischen Musenalmanach. Außerdem schrieb sie Liedtexte. In der Liedersammlung für Kinder und Kinderfreunde am Clavier von 1791 ist sie mit mehreren Stücken vertreten. Ebenso sind von ihr Lieder An das Clavier überliefert.
Im Musen-Almanach für das Jahr 1782 standen Gedichte des Fräuleins vom Hagen neben Beiträgen von Lessing und Klopstock. 1784 ließ sie den 348 Seiten umfassenden Band Gedichte von H. E. Christiane vom Hagen bei Johann Georg Stuck in Wernigerode auf eigene Kosten drucken. Darin waren sämtliche Balladen und Gedichte veröffentlicht, die Christiane vom Hagen bis zu ihrem 24. Lebensjahr geschrieben hatte. Dieses Werk widmete sie Sophie von La Roche; unter den 948 Pränumeranten waren einige Persönlichkeiten des norddeutschen Reimarus-Kreises wie Elisa von der Recke. Den Erlös wandte sie für das von ihr initiierte Rosenfest auf.
Um die Tugendhaftigkeit ihres Wohnortes Stöckey zu heben, veranstaltete sie zwischen 1784 und 1787 nach französischem Vorbild ein Rosenfest: „Der Gedanke: ein kleines Dorf zu beglücken … durch nach und nach eingeführte Tugend und Reinheit der Sitte“. Als Rosenkönigin wurde die Dorfschönste gekrönt, welche als fleißige und kluge Jungfrau auftrat. Mit Anna Louisa Karsch tauschte vom Hagen Briefe über das Rosenfest aus.
Sie wurde anschließend Obersthofmeisterin bei der Fürstin von Waldeck und heiratete dort den Offizier Karl von Gilten.
Bei der Geburt ihres zweiten Sohnes starb sie im Alter von 34 Jahren.

## Werke
Ihre Werke weisen stets, in Lyrik wie in Malerei, eine starke Verbundenheit zu Natur auf. Sie schrieb neben Naturbeobachtungen auch Gelegenheitsgedichte und Fantasien sowie Romanzen und Balladen, deren Motive und Themen häufig Volkssagen entstammen. Für Killys Literaturlexikon „überzeugen“ ihre Werke „bei schlichtem formalem Bau und empfindsamem Ton durch direkte und aufklärerisch-optimistische Diktion“.
- Gedichte. Stuck, Wernigerode 1784; books.google.de – Ankündigungen von Gottlob Nathanael Fischer in denBerichten der allgemeinen Buchhandlung der Gelehrten. books.google.de und im Hannoverischen Magazin. books.google.de